# مایکل سم
مایکل سم (انگلیسی: Michael Sam؛ متولد ۷ ژانویه ۱۹۹۰) بازیکن لیگ فوتبال کانادا (CFL) است. وی در دانشگاه میزوری فوتبال آمریکایی بازی می‌کرد و توسط تیم سنت لوئیس رمز برای بازی در لیگ ملی فوتبال (آمریکا) انتخاب شد. وی پس از اتمام دانشگاه همجنس‌گرایی خود را علنی کرد و اولین همجنس‌گرای علنی شد که توسط یک تیم NFL انتخاب می‌شود. وی همچنین اولین بازیکن علناً همجنس‌گرای لیگ فوتبال کانادا است.